# 어네스트와 셀레스틴: 멜로디 소동
《어네스트와 셀레스틴: 멜로디 소동》(프랑스어: Ernest et Célestine: Le voyage en Charabie)은 2022년 개봉한 프랑스, 룩셈부르크의 애니메이션, 모험, 가족 영화이다.

## 출연

### 주연
- 램버트 윌슨 - 어네스트 역
- 폴린 브루너 - 셀레스틴 역

### 조연
- 미셸 르루소 - 나부코프 역
- 셀린 론테 - 카멜리아 역
- 레바나 솔로몬 - 밀라 / 미파솔 역